# Japans flagga
Japans flagga är vit med en röd rund skiva som symboliserar den uppgående solen. Flaggan antogs första gången 27 januari 1870 (efter att den använts av handelsfartyg redan 1854), då den hade proportionerna 7:10. Utseendet fastställdes 1999 genom dekret nr 127 då proportionerna ändrades till 2:3.
Flaggans officiella namn är nisshōki (日章旗) eller "solflaggan". De flesta använder dock namnet hinomaru (日の丸), "solens skiva", vilket egentligen refererar till den röda solskivan.
Symbolens ursprung är okänt, men man vet att krigadeln buke ofta målade liknande symboler på solfjädrar redan på 1200-talet. Den tidigaste bekräftade förekomsten av själva flaggan var slaget vid Sekigahara 1600, där den var en befälssymbol hos trupperna som kämpade för shogunen av Tokugawaätten.
Flaggans vita bakgrund står för renhet och ärlighet, och den röda färgen kan tolkas som en symbol för upplysthet, integritet och värme.

## Prefekturernas flaggor
Var och en av Japans 47 prefekturer har en egen flagga.

Aichi
Akita
Aomori
Chiba
Ehime
Fukui
Fukuoka
Fukushima
Gifu
Gunma
Hiroshima
Hokkaido
Hyōgo
Ibaraki
Ishikawa
Iwate
Kagawa
Kagoshima
Kanagawa
Kochi
Kumamoto
Kyoto
Mie
Miyagi
Miyazaki
Nagano
Nagasaki
Nara
Niigata
Oita
Okayama
Okinawa
osaka
Saga
Saitama
Shiga
Shimane
Shizuoka
Tochigi
Tokushima
Tokyo
Tottori
Toyama
Wakayama
Yamagata
Yamaguchi
Yamanashi